# Hammad Àjrad
Hammad Àjrad fou un poeta satíric àrab, probablement beduí, del final del període omeia i començament del període abbàssida, al segle viii.
La seva producció fou abundant però només alguns versos s'han conservat, quasi tots satírics i algun d'eròtic.